# ジクロロ(シメン)ルテニウムダイマー
ジクロロ(シメン)ルテニウムダイマー（(Cymene)ruthenium dichloride dimer）は。化学式が[(cymene)RuCl2]2の有機金属化合物である。反磁性の赤色の固体で、有機合成化学にいて均一系触媒として使われる。

## 合成と反応
この化合物はフェランドレンと三塩化ルテニウム水和物との反応によって合成される。加熱することにより {\displaystyle {\ce {[(cymene)RuCl2]2}}} は他のアレーンと入れ替わり、p-シメンを遊離する。また、ダイマー分子はルイス塩基が付加することによって容易に分裂する。
{\displaystyle {\ce {[(cymene)RuCl2]2\ + 2PPh3 -> 2(cymene)RuCl2(PPh3)}}}
{\displaystyle {\ce {[(cymene)RuCl2]2}}} をキレートアニオン配位子のTsDPENHで処理すると、非対称な移動水素化触媒である(cymene)Ru(TsDPEN-H)を与える。